# 社會工作者註冊局
社會工作者註冊局（英語：Social Workers Registration Board）是根據香港法例第505章《社會工作者註冊條例》，於1998年1月16日成立的香港法定機構，負責監察香港社會工作者的質素，保障服務使用者及公眾的利益。
在2024年7月4日前，社會工作者註冊局由15名成員組成，當中8名由註冊社工選出、6名由特區行政長官委任，及1名為社會福利署署長或其代表，每屆成員的任期為3年。
由2024年7月5日起，社工註冊局將有新的改革，政府委任成員由6人增至17人，選任成員維持8人，社會福利署署長或其代表及為公職人員之社工共2人，當中最少14人是社工，成員上任前必須在勞工及福利局局長監誓下宣誓擁護基本法和效忠香港特區。
現任社工註冊局主席為許宗盛。

## 架構
- 行政事務委員會
- 專業操守委員會
- 資格評核及註冊委員會
- 專業發展工作小組
- 紀律委員會備選委員小組

## 歷任主席
- 洪雪蓮博士（2010年1月16日－2013年1月15日）[2]
- 關銳煊教授（2013年1月16日－2016年1月15日）[3]
- 倫智偉（2016年1月16日－2022年1月15日） [4]
- 伍銳明（2022年1月16日－2024年6月28日）[5]
- 許宗盛（2024年7月5日起）

## 爭議

### 2024年社工註冊局修例
2024年5月，勞工及福利局局長孫玉菡在臉書發帖表示，社會工作者註冊局嚴重偏離《社會工作者註冊條例》精神，置社會整體利益於不顧，損害社工的專業和公信力，認為有必要完善註冊局的管治，更好地維護國家安全、保障公眾利益，促進社工專業的有序發展。
孫玉菡列舉「尤其令人擔心」的5項事件，包括：
1. 港區國安法生效後，時任勞工及福利局局長已隨即作出《2022年社會工作者註冊條例公告》，將危害國家安全的罪行納入註冊條例，惟《公告》刊憲已快兩年，但是註冊局至今仍未採取具體行動建立機制，禁止被裁定犯了危害國家安全罪行的人士成為註冊社工；
2. 有申請社工註冊或續期申請的人士曾干犯嚴重罪行，其違法行為的性質及嚴重性令人質疑他們是否適宜成為註冊社工，以至會否損害社工專業的聲譽。雖然註冊局內有委員強烈反對，但註冊局仍以多數票批准有關申請；
3. 雖然註冊局內有委員強烈反對，但註冊局仍以多數票通過委任一名正在由法庭處理其暴動罪控罪的社工加入註冊局的紀律委員會備選委員小組；
4. 註冊局2022年1月要求政府刊憲公布其修訂的《社會工作者工作守則》，然而，社會上有部分人士表達強烈關注，認為有些修訂部分疑似提倡違規行為。註冊局最終在政府及委任成員多番質詢下擱置修訂，形容其「行徑令人擔心」；
5. 註冊局以多數票決定從2023年底起停止實施「註冊社會工作者自願持續專業發展計劃」，致使註冊局推動社工專業持續專業發展的工作停滯不前。[7]

孫玉菡在「五宗罪」第三點提到註冊局委任一名正在由法庭處理其暴動罪控罪的社工加入註冊局紀律委員會備選委員小組，暗指陳虹秀。陳虹秀參與成立「陣地社工」，她因2019年8月31日灣仔暴動案，被控暴動罪，獲裁定罪名不成立，律政司其後不服上訴成功，法庭下令發還重審，相關案件押後至今年9月答辯，被告獲准保釋。
政府建議修訂《2024年社會工作者註冊(修訂)條例草案》，草案7月3日獲立法會三讀通過，修訂條例5日刊憲，委任出12人為社工註冊局成員，任期3年，許宗盛獲委任為註冊局主席，陳文宜獲委任為副主席。
孫玉菡期望重組後的註冊局進行四方面工作，包括建立機制確保被裁定干犯危害國家安全的罪行及其他嚴重罪行人士的社工註冊得到迅速和適當處理、檢視註冊局紀律委員會備選委員小組的名單、檢視《註冊社會工作者工作守則》和為社工持續專業發展制訂框架。

## 外部連結
- 社會工作者註冊局 （页面存档备份，存于）
- 完善我国社会工作者职业资格认证制度 （页面存档备份，存于）